# Eupterotidae
Eupterotidae zijn een familie van vlinders uit de superfamilie Bombycoidea.

## Taxonomie
- Onderfamilie Eupterotinae Swinhoe, 1892
  - Geslacht Apona Walker, 1856
  - Geslacht Cotana Walker, 1865
  - Geslacht Dreata Walker, 1855
  - Geslacht Eupterote Hübner, 1820
  - Geslacht Hampsonjana Nässig & Naumann, 2022
  - Geslacht Lasiomorpha Joicey & Talbot, 1916
  - Geslacht Melanergon Bethune-Baker, 1904
  - Geslacht Mellirisa Nässig & Naumann, 2021
  - Geslacht Nisaga Walker, 1855
  - Geslacht Palirisa Moore, 1884
  - Geslacht Paracydas Bethune-Baker, 1908
  - Geslacht Rarisquamosa Bethune-Baker, 1910
  - Geslacht Sangatissa Moore, 1883
  - Geslacht Sphingognatha C & R. Felder, 1874
  - Geslacht Strigognatha Naumann & Nässig, 2023
  - Geslacht Tagora Walker, 1855
- Onderfamilie Janinae Aurivillius, 1892
  - Geslacht Acrojana Aurivillius, 1901
  - Geslacht Camerunia Aurivillius, 1893
  - Geslacht Catajana Strand, 1910
  - Geslacht Drepanojana Aurivillius, 1893
  - Geslacht Epijana Holland, 1893
  - Geslacht Gonojana Aurivillius, 1893
  - Geslacht Gracilanja Bouyer, 2011
  - Geslacht Hemijana Aurivillius, 1901
  - Geslacht Hibrildes Druce, 1887
  - Geslacht Hoplojana Aurivillius, 1901
  - Geslacht Jana Herrich-Schäffer, 1854
  - Geslacht Malagasanja Bouyer, 2011
  - Geslacht Murphyana Bouyer, 2012
  - Geslacht Parajana Aurivillius, 1906
  - Geslacht Pterocerota Hampson, 1905
  - Geslacht Rhodopteriana Bouyer, 2011
  - Geslacht Stenoglene Felder, 1874
  - Geslacht Striginiana Bouyer, 2011
  - Geslacht Tantaliana Bouyer, 2011
  - Geslacht Tissanga Aurivillius, 1903
  - Geslacht Urojana Gaede, 1915
  - Geslacht Vianga Fletcher D. S., 1982
- Onderfamilie Panacelinae Forbes, 1955
  - Geslacht Panacela Walker, 1865
- Onderfamilie Striphnopteryginae Wallengren, 1858
  - Geslacht Bantuana Distant, 1906
  - Geslacht Cyrtojana Aurivillius, 1911
  - Geslacht Ebbepterote Oberprieler, Nässig & Edwards, 2003
  - Geslacht Euchera Hübner, 1825
  - Geslacht Janomima Aurivillius, 1901
  - Geslacht Lichenopteryx Felder, 1874
  - Geslacht Marmaroplegma Wallengren, 1860
  - Geslacht Papuapterote Nässig & Oberprieler, 2008
  - Geslacht Paraphyllalia Gaede, 1927
  - Geslacht Phiala Wallengren, 1860
  - Geslacht Phyllalia Walker, 1855
  - Geslacht Rhabdosia Hübner, 1820
  - Geslacht Schistissa Aurivillius, 1901
  - Geslacht Striphnopteryx Wallengren, 1858
  - Geslacht Teratojana Hering, 1937
  - Geslacht Trichophiala Aurivillius, 1879
- Ganisa-groep:
  - Geslacht Apha Walker, 1855
  - Geslacht Ganisa Walker, 1855
  - Geslacht Hemijana Aurivillius, 1901
  - Geslacht Melanothrix Felder, 1874
  - Geslacht Pandala Walker, 1855
  - Geslacht Poloma Walker, 1855
  - Geslacht Preptos Schaus, 1892
  - Geslacht Pseudoganisa Schultze, 1910
  - Geslacht Pseudojana Hampson, 1893